# Suhasini Ganguly
Suhasini Ganguly (3 de fevereiro de 1909 - 23 de Março de 1965) foi uma mulher indiana e combatente pela liberdade que participou do movimento de independência da Índia.

## Início da vida
Ganguly nasceu em 3 de fevereiro de 1909, em Khulna, Bengala, na Índia Britânica, filha de Abinashchandra Ganguly e Sarala Sundara Devi. A sua família era de Bikrampur, Dhaka, em Bengala. Ela passou a matrícula em 1924, a partir da Escola Dhaka Eden. Enquanto estudava Intermédio das Artes, ela teve um emprego de professora na escola de surdos e mudos e foi para Calcutá.

## Actividades revolucionárias

### Início
Durante a sua estadia em Kolkata, ela entrou em contacto com Kalyani Das e Kamala Dasgupta. Eles apresentaram-na no Partido Jugantar. Ela se tornou um membro da Chhatri Sangha. Sob a gestão de Kalyani Das e Kamala Dasgupta, Ganguly, em nome de Chhatri Sangha, ensinou natação em Raja Srish Chandra Nandy. Lá, ela conheceu o revolucionário Rashik Das, em 1929. Quando o governo britânico chegou a saber de suas actividades, ela refugiou-se em Chandannagar, que na altura era um território francês.

### Ataque ao arsenal de Chittagong
Após o ataque ao arsenal de Chittagong em 18 de abril de 1930, na instrução dos líderes da Chhatri Sangha, Sashadhar Acharya e Ganguly disfarçados de marido e mulher deram abrigo, em Maio de 1930, a Ananta Singh, Lokenath Bal, Ananda Gupta, Jiban Ghoshal (Makhan) e outros em Chandannagar. Em 1 de setembro de 1930, a polícia britânica invadiu a sua casa e um confronto se seguiu. Jiban Ghoshal e seus aliados morreram no tiroteio e os outros revolucionários, incluindo Ganguly foram capturados. Contudo, eles foram libertados pouco tempo depois.

### Outras actividades
Ela foi associada à Bina Das, que tentou assassinar o Governador de Bengala Stanley Jackson, em 1932. Sob Alteração do Direito Penal de Bengala (BCLA), Ganguly foi mantida em cativeiro no campo de detenção de Hijli de 1932 a 1938 e depois da seu libertação, ela participou no movimento comunista da Índia. Assim, ela ficou ligada à frente de mulheres comunistas da Índia. Embora ela não participasse no Movimento Quit India como o Partido Comunista da Índia não participou, ela ajudou as suas colegas de congresso. Ela foi novamente detida na prisão entre 1942 e 1945, e deu abrigo para Hemanta Tarafdar, um activista do Movimento Quit India. Ganguly foi presa por alguns meses em 1948 e 1949, sob a Lei de Segurança Ocidental de Bengala de 1948, pelas suas ligações ao comunismo.